# Campionati mondiali di IQFoil 2021
I Campionati mondiali di IQFoil 2021 si sono svolti a Silvaplana, in Svizzera, dal 16 al 23 agosto 2021.

## Podi
| Evento           | Oro             | Argento        | Bronzo             |
| IQFoil maschile  | Nicolas Goyard  | Matthew Barton | Luuc van Opzeeland |
| IQFoil femminile | Helene Noesmoen | Islay Watson   | Saskia SillsGeus   |

## Medagliere
| Posiz. | Nazione     | Oro | Argento | Bronzo | Totale |
| ------ | ----------- | --- | ------- | ------ | ------ |
| 1      | Francia     | 2   | 0       | 0      | 2      |
| 2      | Regno Unito | 0   | 2       | 1      | 2      |
| 3      | Paesi Bassi | 0   | 0       | 1      | 1      |
| Totale | Totale      | 2   | 2       | 2      | 6      |